# Eugene Palmer
Eugene K. Palmer (nacido el 4 de abril de 1939) es un fugitivo estadounidense que fue agregado a la lista  Los diez fugitivos más buscados por el FBI el 29 de mayo de 2019. Es buscado por presuntamente haber disparado y matado a su nuera (Tammy Palmer), el 24 de septiembre de 2012, en Stony Point. Palmer es el número 523 y el FBI está ofreciendo una recompensa de hasta $100,000 dólares por información que conduzca a su captura.

## Fondo
El hijo de Eugene Palmer (John Palmer) estaba casado con Tammy Palmer, y la pareja vivía junto con sus dos hijos en una propiedad de Eugene ubicada en la localidad de Stony Point. Eugene vivía al lado de la pareja. La relación entre John y Tammy comenzó a deteriorarse lentamente y la pareja finalmente comenzó a ver a otras personas. Tammy solicitó una orden de restricción contra John que enfureció a Eugene. Tammy también amenazó con solicitar el divorcio y demandar por la tierra que pertenece a Eugene. Las autoridades dicen que esto provocó una disputa entre Eugene y Tammy y les provocó una acalorada discusión.

## Asesinato
En la mañana del lunes 24 de septiembre de 2012, Tammy acompañó a sus dos hijos a tomar el autobús escolar. Se cree que Eugene estaba escondido en el bosque esperando emboscarla cuando regresara a casa. Entonces mientras Tammy regresaba a su casa, Palmer supuestamente comenzó a dispararle con una escopeta desde la distancia. El primer disparo la golpeó en el brazo y en el segundo disparo falló, pero en el tercer disparo, lanzado a corta distancia, la golpeó en el pecho y resultó fatal. Después del tiroteo, Palmer huyó de la escena en una camioneta, que más tarde fue encontrada abandonada cerca del Harriman State Park en Rockland County. Palmer luego huyó al parque a pie. La policía llamó a los perros de búsqueda, que siguieron el olor del criminal a un campamento en el bosque. Sin embargo, el aroma se perdió. A pesar de las múltiples búsquedas, no se ha encontrado ningún cuerpo o rastro de Palmer, lo que lleva a las autoridades a creer que Palmer todavía está vivo.

## Investigación
Los miembros de la familia de Palmer creen que murió en el parque, pero la policía de Haverstraw dijo que nunca se encontró ningún cuerpo durante varias búsquedas en el área. El 10 de junio de 2013 se emitió una orden de arresto federal para Palmer. Cabe recordar que Palmer depende de medicamentos para una afección cardíaca y diabetes. Lo describen como un cazador experimentado, pescador, excursionista y amante de la naturaleza, que también es un entusiasta de los automóviles. Tiene el pulgar izquierdo deformado. Las autoridades creen que Palmer podría estar escondido en Florida o en el norte del estado de Nueva York, donde tiene familiares.
El 17 de agosto de 2021, siguiendo una pista, el FBI registró la casa de una de las nietas de Palmer en Warwick, Nueva York, pero finalmente no encontró nada.

## En la cultura popular
El 25 de marzo de 2020, Palmer fue el foco de un episodio de In Pursuit con John Walsh. El 15 de marzo de 2021, Palmer apareció en el primer episodio de la reactivación de America's Most Wanted. El 25 de agosto de 2021, Palmer fue el tema de un episodio del podcast Unsolved Mysteries.